# 皮埃尔·高乃依博物馆 (小库罗讷)
皮埃尔·高乃依博物馆（Musée Pierre-Corneille）是一个关于法国作家皮埃尔·高乃依的博物馆，位于法国诺曼底大区滨海塞纳省小库罗讷（Petit-Couronne）皮埃尔·高乃依街502号，靠近鲁昂。

## 历史
这座别墅是皮埃尔·高乃依的父亲在1608年6月7日购买的，拥有大片的草地（24公顷）。据称，他的父亲在拉隆德-鲁夫雷森林（forêt de La Londe-Rouvray）进行调查时，发现了这座别墅，想让孩子们远离城市及其流行病（特别是皮埃尔这个虚弱和愚蠢的孩子）剧作家的父亲错误地认为，出租土地，可以给他的七个孩子每人一份不错的租金。.作家在1639年3月继承了这座别墅，他的长子在1686年将其出售。这座别墅有两个世纪一直是私有财产。自1874年归属滨海塞纳省议会，进行修复，1879年交由文物博物馆]负责。1939年2月13日，这座别墅列为法国历史遗迹。